# Георгій Тодоров
Георгій Тодоров (болг. Георги Тодоров; нар. 10 серпня 1858, Болград — пом. 16 листопада 1934, Софія, Болгарія) — болгарський воєначальник, генерал-лейтенант.

## Біографія
Народився 10 серпня 1858 в місті Болград (Україна). Походив з родини болгар-переселенців. Під час Російсько-турецької війни (1877—1878) був добровольцем в Болгарському ополченні. У 1878 отримав чин унтер-офіцера. Закінчивши перший курс Військового училища в Софії (1879), через рік, 10 травня отримав звання поручника. А в серпні 1882 — звання лейтенанта. Невдовзі вступає до Миколаївської академії генштабу в Санкт-Петербурзі і, не закінчивши останній курс, повернувся в Болгарію. У серпні 1885 отримав звання капітана.

## Сербсько-болгарська війна
Командував летючим загоном, що діяв в районі між Відіном і Кулой. Був нагороджений за виявлену хоробрість.

## Перша Балканська війна
Командував 7-ю Рілською піхотною дивізією, що наступала на Салоніки.

## Перша світова війна
Під час Першої світової війни командував 2-ю болгарською армією (жовтень 1915 — грудень 1916). Під його керівництвом армія проводила операції в Македонії. З лютого 1917 призначений командувачем 3-ю армією (до грудня 1917), яка діяла на румунському фронті. 15 серпня 1917 отримує звання генерал-лейтенанта. В кінці червня 1918 був заступником головнокомандувача болгарської армії, а з 8 вересня — в результаті хвороби генерала Ніколи Жекова — командувачем. Був одним з посадових осіб, відповідальних за провал болгарської армії в битві при Добро Поле.
1919 звільнений з армії. 1925 помирає його дружина. Сам генерал помер 16 листопада 1934 в Софії. Його ім'ям названа гора і село в Благоєвградській області.

## Нагороди
- Орден «За хоробрість» II, III і IV ступеня
- Орден «Святого Олександра» I ступеня з мечами IV і V ступеня без мечів
- Орден «За військові заслуги» (Болгарія) I ступеня
- Орден «За заслуги»
- Османська срібна медаль «Ляакат»